# Le Voyageur imprudent
Pour les articles homonymes, voir Le Voyageur imprudent (homonymie).
Le Voyageur imprudent est un roman de science-fiction de René Barjavel, paru en 1944.

## Publications
Le roman connaît une prépublication, sous forme de feuilleton, en 1943, avant d'être édité en volume l'année suivante.

## Résumé
Noël Essaillon (physicien-chimiste), s'appuyant sur les travaux et la collaboration d'un jeune mathématicien (Pierre Saint-Menoux), invente une substance (la noëlite 3) permettant de voyager dans le temps. D'abord développée sous forme de gélules à ingérer, il en enduit ensuite un scaphandre beaucoup mieux étudié pour les voyages dans le temps. Saint-Menoux explore tout d'abord le futur proche puis, s'enhardissant, un futur très lointain où il découvre une humanité ayant évolué vers la spécialisation exclusive des tâches. Mais les voyages dans le temps ne sont pas dénués de danger, et Saint-Menoux devra apprendre à ses dépens que toute action entraîne des conséquences.

## Présentation de l'œuvre
Le voyageur imprudent est très évidemment inspiré de La Machine à explorer le temps de H. G. Wells, dont Barjavel était à l'évidence un lecteur averti (Ravage en porte également l'empreinte) et duquel il reprend le concept du savant, voyageur solitaire du temps, curieux de savoir où le progrès va mener l'humanité dans l'avenir. Le thème Wellsien de la dégénérescence de l'humanité en races diverses et spécialisées dans un avenir très lointain (Morlocks et Elois) est également réutilisé, mais Barjavel va beaucoup plus loin que Wells dans le délire fantaisiste et satirique, l'humanité future (en l'an 100 000) s'apparentant désormais aux insectes sociaux, répartis en hommes-pelles, homme-ventres, hommes-nez, etc. 
Authentique trouvaille de Barjavel, Le Voyageur imprudent est le premier roman à avoir énoncé le fameux paradoxe du grand-père. Mais, si l’épisode où le héros disparaît après avoir assassiné son aïeul figure bien dans l’édition de 1944, Barjavel a attendu une quinzaine d'années avant d'énoncer clairement le paradoxe sous forme de post scriptum dans l'édition de 1958, véritable petit essai à la Philip K. Dick. À cette date, le thème avait déjà été découvert et exploité par les écrivains américains de l’« âge d'or ».

## Distinction
En 1944, Le Voyageur imprudent est récompensé, avec Ravage, du Prix des Dix. Cette distinction provisoire est à l'initiative d'un groupe d'humoristes et de chansonniers, présidé par Béby et constitué notamment de Georgius, Yves Deniaud, Jean Rigaux pour combler l'absence de lauréats du prix Goncourt.

## Adaptation
- 1982 : Le Voyageur imprudent, téléfilm français réalisé par Pierre Tchernia, adaptation du roman éponyme, avec Thierry Lhermitte, Jean-Marc Thibault et Anne Caudry.

## Éditions

### Éditions imprimées
Le Voyageur imprudent est d'abord paru en feuilletons dans l'hebdomadaire Je suis partout durant l'année 1943. Puis, en volume, en 1944 et dans une version révisée en 1958.
- Le Voyageur imprudent : roman extraordinaire, Paris, Denoël, 1944, 1 vol., 255, in-16 (18 cm) (BNF 31763299) ;
- Le Voyageur imprudent : roman extraordinaire, Paris, Denoël, coll. « Présence du futur » (no 23), 1958, 1 vol., 251, in-16 (18 cm) (BNF 31763300) ;
- Le Voyageur imprudent, Paris, Le Livre de poche (no 2717), 1970, 1 vol., 320, 18 cm (BNF 35218770) ;
- Gallimard, collection Folio no 485, 1973; rééditions en 1976, 1979, 1980, 1986  (ISBN 2-07-036485-2), 1990, 1991, 1994 et 1996 ;
- dans Romans extraordinaires, Omnibus, 1995  (ISBN 2-258-00139-0); rééditions en 1996 chez France Loisirs  (ISBN 2-7242-9493-9) et 2008  (ISBN 978-2-298-01513-3).

### Livres audio
- René Barjavel, Le Voyageur imprudent, Paris, Livraphone, 1994 (ISBN 978-2-87809-062-8, BNF 38266375)Interprètes : Éric Herson-Macarel (sous le pseudonyme d'« Éric Dufay », Thierry Leclerc, Sophie Lalayville, Pierre Val, Fabienne Chaudat, Marie-Christine Letort, Jean-François Dupas et Jean-Claude Rey ; support : 3 cassettes audio ; durée : non connue ; référence éditeur : Livraphone LIV212.
- René Barjavel, Le Voyageur imprudent : texte intégral, Mionnay, Éditions Libellus, 1er septembre 2006 (ISBN 978-2-916768-00-7 et 2-916768-00-9, BNF 41175078, présentation en ligne)Narrateur : Philippe Bertin ; support : 5 disques compacts audio ; durée : 5 h 32 min environ ; référence éditeur : Libellus LIB-01-001-00.